# Isla Negra
Isla Negra är en ö i Spanien.   Den ligger i provinsen Provincia de Almería och regionen Andalusien, i den sydöstra delen av landet, 400 km sydost om huvudstaden Madrid.